# Ricerche del volo Air France 447

## La prima fase delle ricerche

### 1º giugno 2009

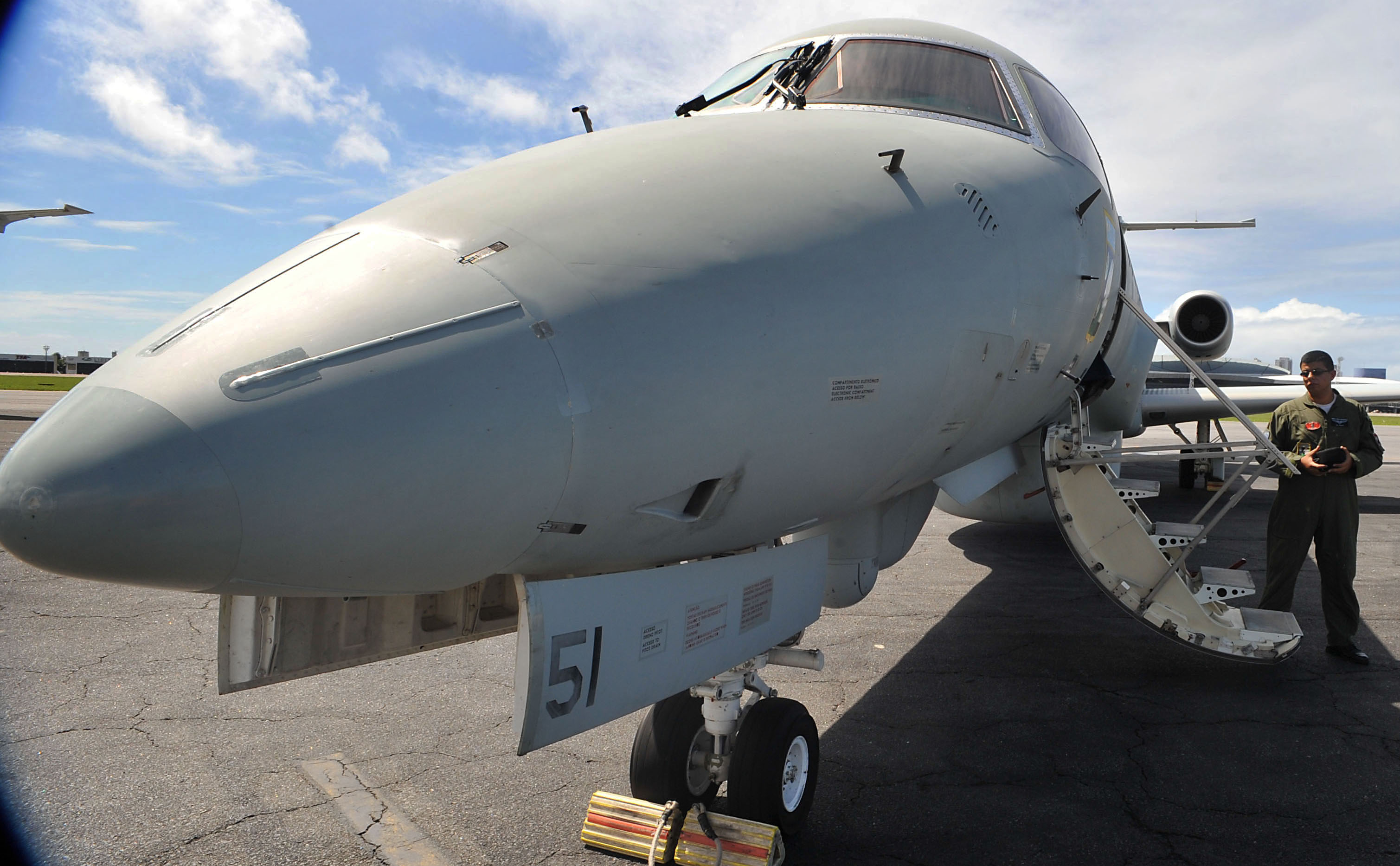
Embraer R–99 B, numero di registrazione 6751, che partecipa alla ricerca dell'aereo scomparso.

Il controllo del traffico aereo (ATC) brasiliano contattò il controllo di Dakar alle 02:20 UTC, non avendo avuto più risposta alle chiamate radio e avendo notato che l'aereo non aveva effettuato la chiamata radiofonica per segnalare l'ingresso nello spazio aereo del Senegal. La Força Aérea Brasileira iniziò immediatamente le operazioni di ricerca e salvataggio (SAR) intorno all'arcipelago di Fernando de Noronha.
Il presidente francese Nicolas Sarkozy, appena informato, chiese "al governo e alle amministrazioni coinvolte di fare tutto il possibile per ritrovare la traccia dell'aereo e fare al più presto luce sulle circostanze della scomparsa". Nel pomeriggio, si recò personalmente all'aeroporto Charles de Gaulle di Parigi, dove incontrò i parenti dei passeggeri e disse loro che le possibilità di trovare dei superstiti erano minime, mentre le autorità francesi chiesero al Pentagono l'assistenza dei satelliti militari per provare a localizzare l'aereo.
Verso le ore 16 del 1º giugno, i funzionari di Air France ed il governo francese comunicarono in conferenza stampa che con ogni probabilità l'aereo era precipitato nell'oceano Atlantico e che «non c'era più nulla da fare per i passeggeri a bordo».
Alle 19:00 UTC del 1º giugno, la Spagna inviò un aereo da pattugliamento marittimo nelle operazioni di ricerca e soccorso vicino a Capo Verde.
In serata, il vice capo del Centro Aeronautico Brasiliano, Jorge Amaral, confermò che, una manciata di minuti dopo che l'Airbus aveva trasmesso l'ultimo messaggio ACARS, i piloti del volo TAM Airlines diretto dall'Europa al Brasile segnalarono l'avvistamento di bagliori arancioni in mezzo all'Atlantico - che potevano indicare dei rottami in fiamme - a circa 1300 km da Fernando de Noronha. Un avvistamento identico, simile a qualcosa di lampeggiante sopra l'oceano, venne segnalato dal pilota spagnolo del volo Air Comet 974, in volo da Lima a Madrid.

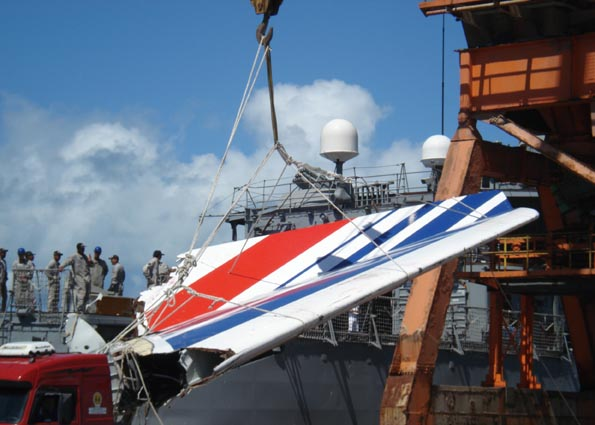
Il recupero del timone, elemento verticale dell'impennaggio di coda.

### 2 giugno 2009
Il 2 giugno alle 15:20 UTC, la Brazilian Air Force effettuò un pattugliamento della zona con un Embraer R-99 dotato di radar Erieye, ritrovando rottami e tracce di carburante sparsi in un raggio di 5 km a circa 650 km a nord-est di Fernando de Noronha, nei pressi dell'Arcipelago di San Pietro e San Paolo. Il colonnello Jorge Amaral confermò che gli oggetti erano stati trovati in due siti diversi: si trattava di una sedia, una boa arancione, un tamburo, e degli oggetti bianchi. Più tardi, il ministro della difesa brasiliano Nelson Jobim, annunciò che i resti ritrovati non erano appartenenti al volo AF 447 come inizialmente si riteneva.
Durante il pomeriggio, vennero inviate sul presunto sito dell'incidente anche due navi della marina francese. Fu inoltre inviata la nave per le ricerche francese Pourquoi Pas?, equipaggiata con due piccoli sommergibili in grado di scendere a 6000 metri di profondità.
Gli esperti dissero che l'area dell'Atlantico dove l'aereo era precipitato non era profonda più di 4 700 m. Sul posto venne impiegato anche un Lockheed Martin P-3 Orion della marina americana, dotato di sistemi per la ricerca sottomarina e di superficie.

### 3 giugno 2009
Il 3 giugno il pattugliatore Npa Grajaú della marina brasiliana comunicò di aver rinvenuto alcuni resti dell'aereo. La marina brasiliana dichiarò di aver spedito sul luogo del ritrovamento un totale di cinque navi.
Tutte le operazioni di ricerca e salvataggio di rottami e di possibili superstiti del volo AF 447 vennero svolte dalla base militare di Cindacta 3, a Recife. L'Embraer R-99 perlustrò la zona dove si presumeva fosse precipitato il volo AF 447, durante la notte dal 2 al 3 giugno, nel tentativo di trovare rottami e possibili superstiti. Il comandante della Cindacta 3 dichiarò: "Continueremo a mantenere la ricerca, dal momento che abbiamo già alcuni punti di localizzazione di oggetti e detriti del velivolo. Stiamo mettendo queste posizioni sulla mappa, e questo ci permetterà di avere un'ottimizzazione del lavoro di ricerca". L'Embraer R-99 ritrovò diversi oggetti sparsi in un'area circolare di raggio di 5 km, un oggetto di 7 metri di diametro, dieci oggetti di metallo, e una macchia d'olio di una lunghezza di 20 km.
L'aereo militare statunitense che si trovava in Brasile per sostenere la ricerca di sopravvissuti e di relitti partì per la sua prima missione alle 3 del mattino di mercoledì 3 giugno. In giornata si aggiunse anche un aereo di linea francese proveniente da Dakar in Senegal, per rafforzare il gruppo. Secondo i militari, la caratteristica che rese più difficile l'operazione fu l'estensione dell'area di ricerca.

### 4 giugno 2009
Il 4 giugno, il ministro della difesa francese Hervé Morin annunciò che il sottomarino nucleare Emeraude era stato inviato nella zona dell'incidente, per contribuire alle ricerche delle scatole nere, che avrebbero potuto trovarsi a grande profondità. Il sottomarino era in grado di ascoltare con il suo sonar il segnale ultrasonico emesso dalle scatole nere.

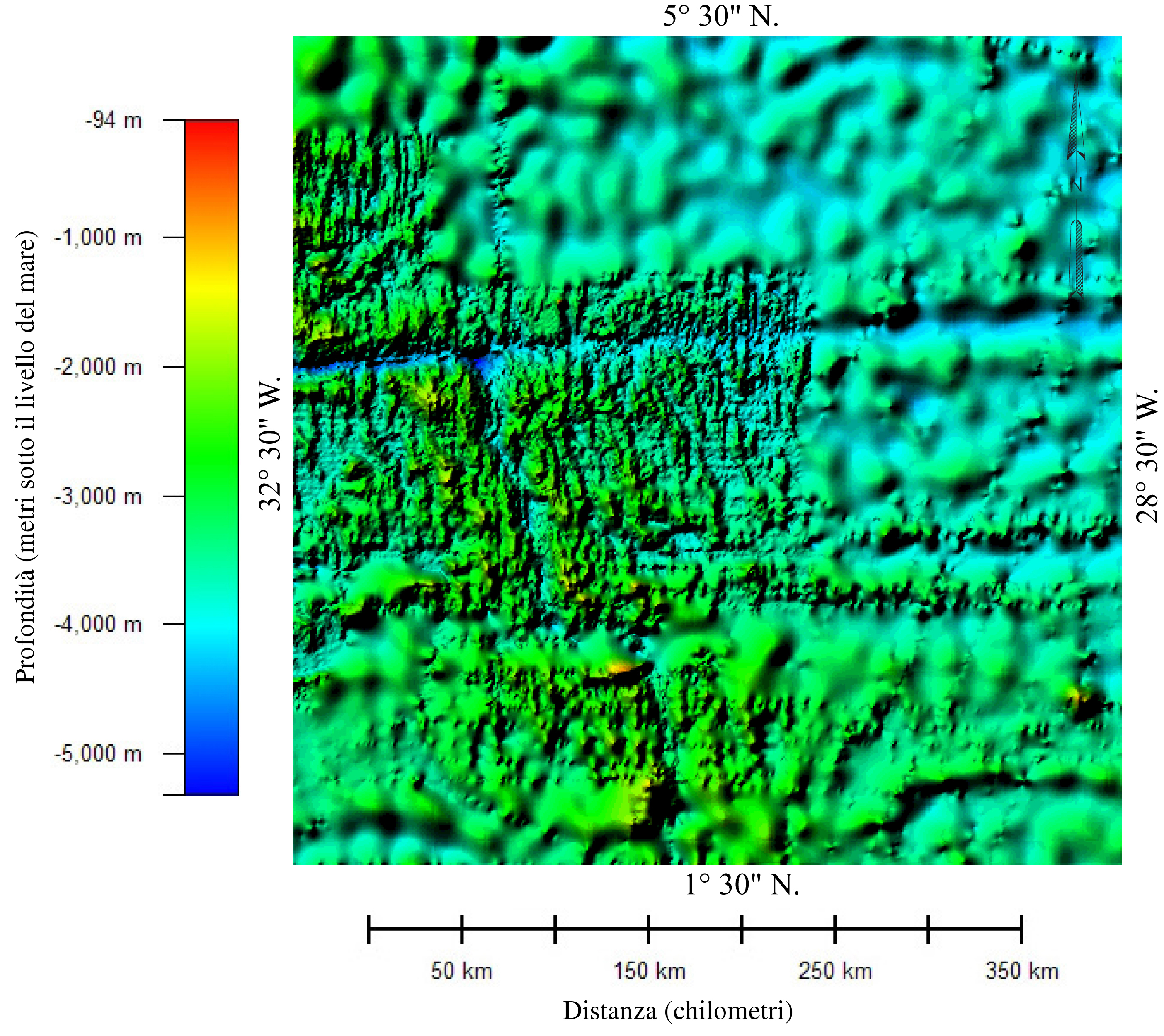
La profondità dell'oceano nel luogo dell'incidente.

La difficoltà di trovare superstiti dell'Airbus A330 di Air France, era nota fin dalle prime ore di lunedì 1º giugno, l'Aeronautica Brasiliana e il Comando Navale decisero dunque di iniziare a raccogliere i detriti che si trovano nella zona in cui vennero concentrate le ricerche. L'aereo militare R-99B sorvolò l'area in cui probabilmente l'Airbus precipitò ed identificò nuovi elementi di rottami a sud-ovest dell'arcipelago di San Pietro e San Paolo.
Durante la notte, cinque aeromobili, di cui uno americano e uno francese, decollarono da Natal diretti nella zona dove si ritenne fosse situato il relitto. L'obiettivo primario fu di recuperare tutto il materiale che galleggiava sulla superficie dell'oceano. Un elicottero partì alle 08:00 da Fernando de Noronha per confermare la presenza di detriti avvistati a circa 100 km a nord est dell'arcipelago. L'opzione di inviare l'elicottero in missione di monitoraggio fu dovuta al fatto che si ritenne improbabile che il materiale rilevato fosse appartenente all'aereo dell'Air France. Circa 150 persone partecipano alla ricerca. Secondo il brigadiere Ramon Cardoso, il pallet e la chiazza di petrolio trovati non appartenevano all'Airbus 330, perché l'Airbus non utilizzava pallet di legno e la quantità di petrolio trovato era di gran lunga superiore a quella di cui l'Airbus aveva bisogno.

### 5 giugno 2009
Il 5 giugno, la marina brasiliana confermò che i resti trovati in mare non appartenevano al volo 447 di Air France, ma ad una nave, e che inoltre la chiazza di olio che si estendeva per circa 20 km era stata ritenuta incompatibile con la capacità dei serbatoi. Sempre il 5 giugno, il ministro della difesa francese annunciò che era stato inviato nell'area anche il sottomarino nucleare Emeraude della classe Rubis per aiutare le ricerche.
Un gruppo di tredici parenti di alcune delle persone che viaggiano sul volo AF 447 arrivò a Recife. Ramon Borges Cardoso dichiarò che l'obiettivo era quello di rispondere a qualsiasi domanda da parte dei parenti. L'aereo francese Atlantique Rescue D si unì al gruppo degli aeromobili impegnati nelle ricerche.
Si concluse il quinto giorno di ricerca del relitto del volo con una dichiarazione di Ramon Borges Cardoso, che disse che nulla fu ancora trovato e che nel tempo sarebbero aumentate le difficoltà nel ritrovare corpi e tracce del velivolo.
Il governo francese annunciò che avrebbe inviato il sottomarino Émeraude per assistere in operazioni di recupero di macerie e di corpi delle vittime dell'incidente. Il sommergibile era dotato di sonar per cercare di individuare le emissioni acustiche delle scatole nere dell'aereo. Due altre navi della Marina francese, la TCD Foudre e la fregata ventoso furono inviate in Brasile, prevedendo il loro arrivo durante il fine settimana.

### 6 giugno 2009

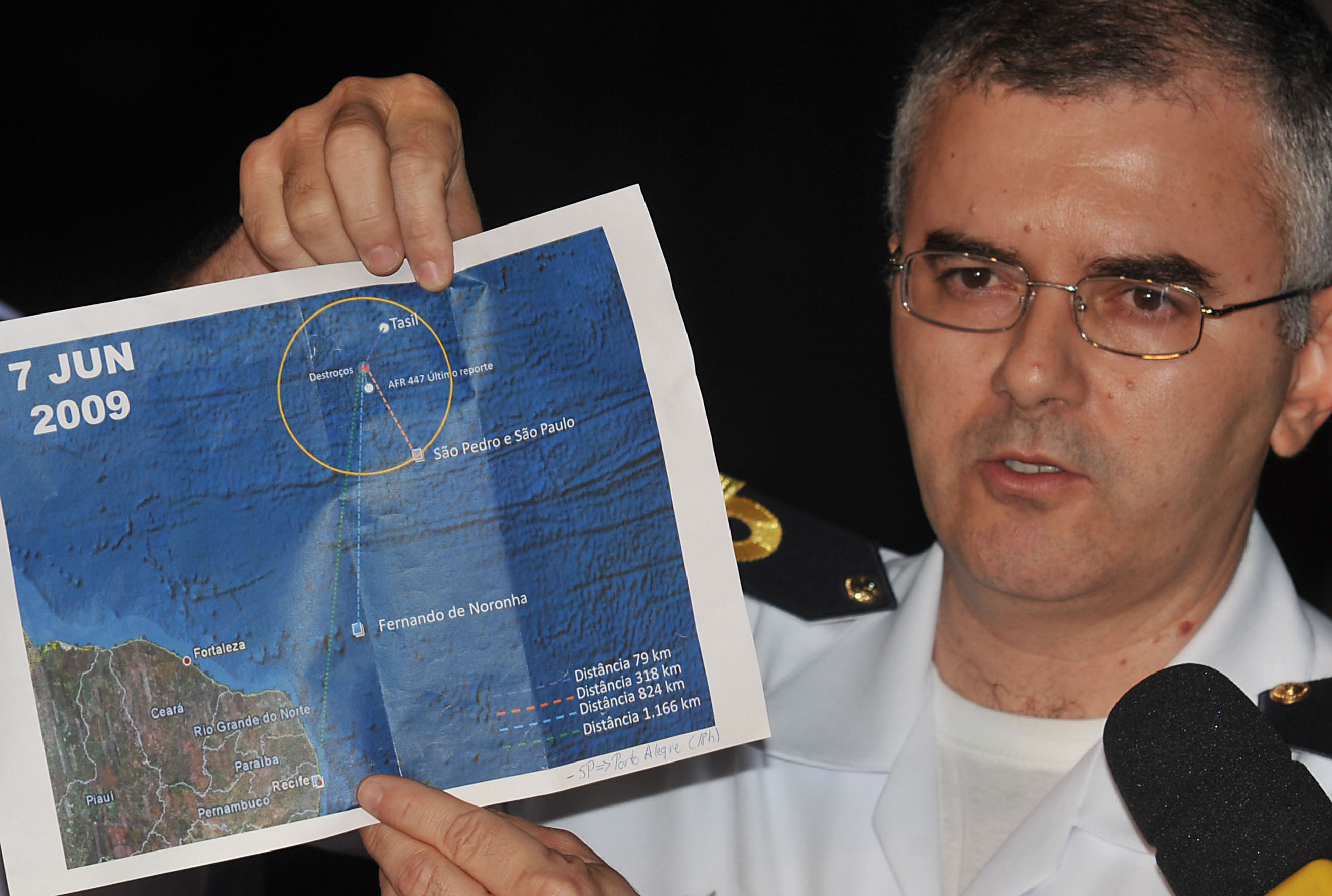
Recife: 8 giugno 2009, il capitano Tabosa mostra la mappa con la localizzazione dei resti dell'Airbus A330-203.

Il 6 giugno, le autorità brasiliane annunciarono di aver recuperato due corpi dei 228 passeggeri in una zona situata circa 70 km a nord est del punto dove l'aereo aveva inviato l'ultimo messaggio; insieme ai cadaveri furono ripescati alcuni rottami e delle valigie, una delle quali contenente una carta d'imbarco Air France ed uno zaino con una scheda di vaccinazione. La conferma avvenne tramite il portavoce dell'aeronautica brasiliana, il colonnello Jorge Amaral. I ritrovamenti erano stati possibili anche grazie al miglioramento delle condizioni meteorologiche.
Le informazioni disponibili vennero rese note ai parenti delle vittime prima di essere rilasciate alla stampa.

### 7 giugno 2009
Il 7 giugno venne ritrovata una parte in metallo del relitto con iscrizioni di Air France, e alcuni sedili. Tre corpi furono localizzati e recuperati durante la notte, per un totale di cinque corpi. Cinque navi della marina e 14 aerei dal Brasile, 12 brasiliani e due francesi, vennero utilizzati per il recupero. In prima serata, la Marina e Air Force annunciarono che 12 corpi erano stati recuperati, arrivando a un totale di 17. Diversi elementi strutturali del velivolo vennero avvistati e recuperati. La nave francese Ventose raggiunse la regione ed assistette al salvataggio. In tutto, sei navi assisterono alle ricerche giornaliere insieme a 14 aerei.
Il capitano Giucemar Tabosa Cardoso, ordinò di riunire tutti i corpi ritrovati e di trasportarli in elicottero all'istituto di Medicina Legale di Recife, che aveva ricevuto il rafforzamento di otto esperti di polizia federale per dar luogo all'identificazione dei corpi.

### 8 giugno 2009
L'8 giugno fu ritrovato il piano verticale dell'aereo.
Questo relitto si trovava in una zona a 440 km nord-est dell'arcipelago di San Pietro e San Paolo, in una zona con profondità di 3500 metri. Otto nuovi corpi dei passeggeri furono ritrovati, per un totale di 24 corpi recuperati.

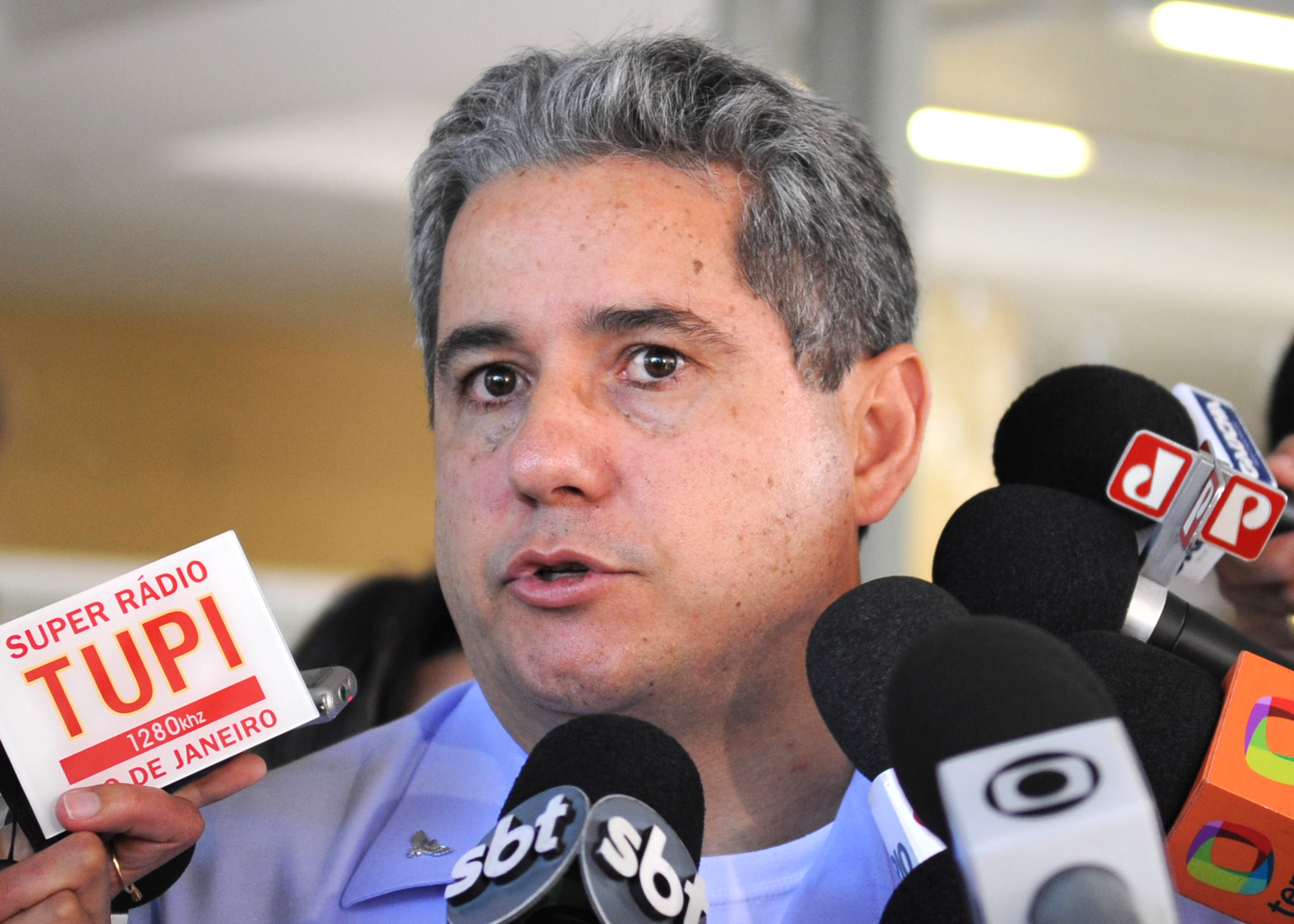
Il Colonnello Jorge Amaral parla delle ricerche del volo AF 447.

### 9 giugno 2009
Secondo il portavoce della Air Force, altri quattro corpi vennero recuperati nelle prime ore del mattino del 9 giugno. La cella frigorifera della nave poteva contenere fino a 20 corpi, e solo quando questa quantità venne raggiunta la nave trasferì i corpi a Fernando de Noronha. Altri 13 corpi vennero recuperati nel pomeriggio, per un totale di 41 vittime. Anche il sottomarino nucleare Émeraude, e la nave di ricerca Porquoi Pas? seguirono le ricerche in quell'area.
I primi 16 corpi recuperati tra il 6 giugno e la mattina dell'8 giugno erano già a Fernando de Noronha, dove esperti della Polizia Civile di Pernambuco e la polizia federale eseguirono un'identificazione preliminare prima di inviarli a Recife.

### 10 giugno 2009
Nel primo pomeriggio, in una dichiarazione presso Cindacta 3, il comando dell'Aeronautica Militare e della Marina riferì che non si avevano notizie di nuovi recuperi dei corpi delle vittime. La nota inoltre informò che i 16 corpi che si trovavano a Fernando de Noronha sarebbero stati portati alla Air Force Base di Natal, e da lì trasferiti all'Istituto Medico Legale di Recife per l'identificazione. Altre informazioni contenute nella nota riportano che la nave brasiliana che trasportava i restanti 25 corpi, sarebbe sbarcata il giorno seguente a Fernando de Noronha.
Il sottomarino nucleare francese Émeraude arrivò nella zona in cui si concentrarono la maggior parte delle ricerche. La missione primaria del sottomarino fu il tentativo di localizzare la scatola nera del velivolo, ma il compito era difficile, dal momento che anche dopo dieci giorni di ricerche ancora non si conosceva con certezza il punto esatto dove l'Airbus precipitò. Un altro fattore di complicazione furono le correnti marine della regione che trascinarono i detriti per chilometri. Inoltre, vi erano punti nella zona che potevano raggiungere i 5000 metri di profondità. Il coordinamento del lavoro di recupero dei rottami e delle scatole nere venne effettuato dalle autorità brasiliane e non ostacolò il recupero dei corpi, che rimase la priorità nelle operazioni.
Nel decimo giorno di ricerca, l'esercito brasiliano non riuscì a trovare nessun nuovo corpo. Secondo il generale di brigata Ramon Borges Cardoso, direttore del Decea, le condizioni atmosferiche peggiorarono nel corso della giornata, costringendo gli aerei e le navi brasiliane a spostarsi in luoghi con una migliore visibilità, ma con meno possibilità di trovare nuove vittime.

### 11 giugno 2009
Nelle prime ore del mattino l'aereo Hercules C-130 Air Force atterrò sulla Base Air Force di Natal con 16 enti che seguirono alla IML di Recife il lavoro di identificazione avviato dagli esperti. I responsabili di questo lavoro non impostarono una scadenza per il completamento delle identificazioni, perché, in alcuni casi, l'identificazione fu possibile solo attraverso il test del DNA, e in questo caso, il lavoro venne svolto presso il National Institute of Criminology (INC) a Brasilia.
Al mattino una piccola parte del relitto dell'Airbus fu trasportata a Natal, per un totale di 37 pezzi che dovevano essere inviati in aereo a Recife.

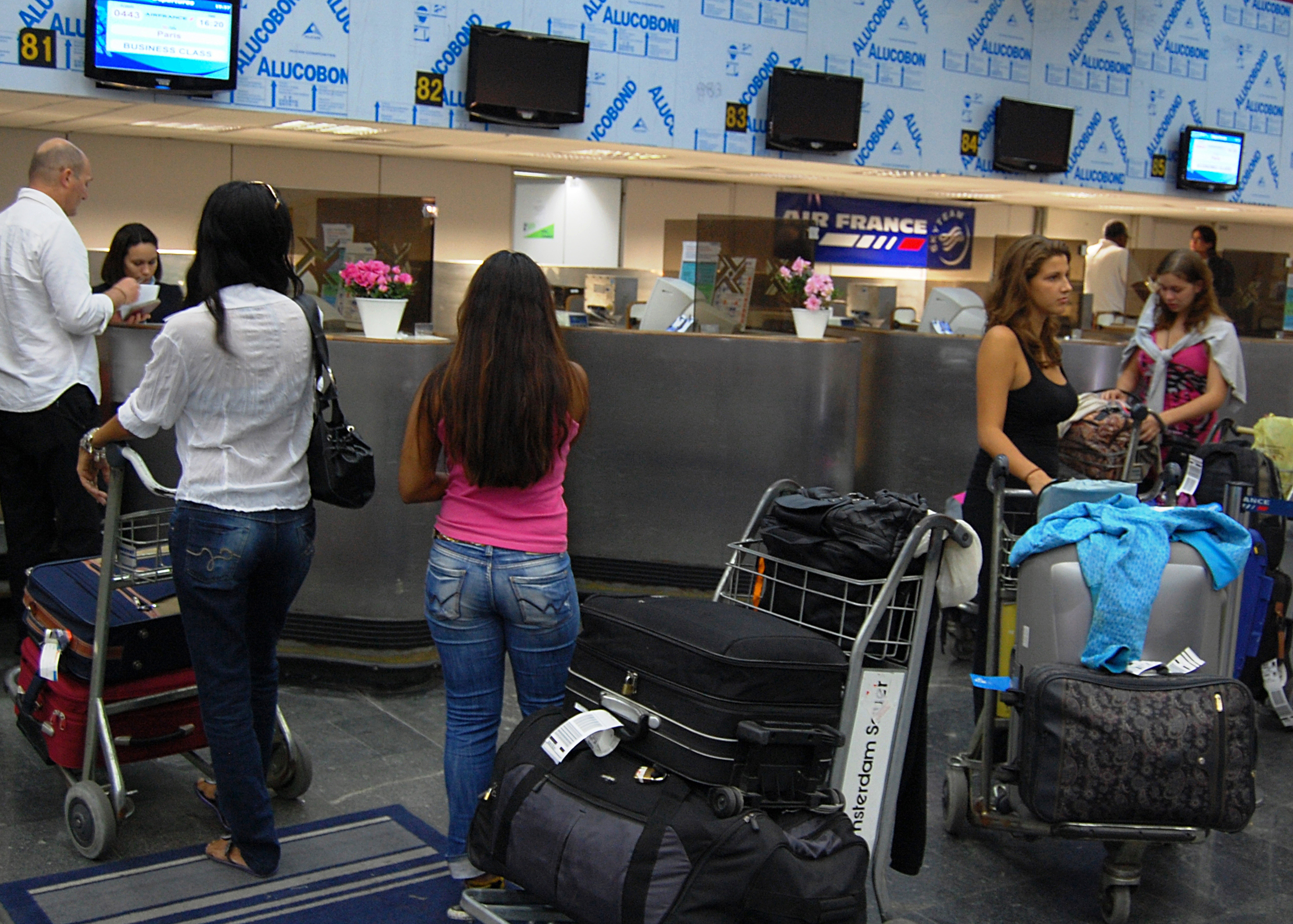
I passeggeri del volo AF 447 successivo a quello scomparso chiedono informazioni sull'accaduto al bancone di Air France nell'aeroporto Galeão di Rio de Janeiro.

In serata il Comando della Marina Militare e il comando delle forze aeree riferì che più di tre corpi vennero recuperati, per un totale di 44 vittime in tutto. I corpi erano già nella nave che raggiunse Fernando de Noronha il mattino seguente. Il comando delle operazioni riferì anche che la mattina di quel giorno venne completato il trasferimento dei 25 corpi recuperati negli ultimi giorni a Fernando de Noronha. I corpi ricevettero un'analisi esterna e vennero trasportati in due fasi a Recife per essere analizzati dagli esperti.

### 26 giugno 2009
Dopo 26 giorni di operazioni di ricerca di corpi e rottami del volo, il comando dell'Aeronautica Militare e della Marina decise di cessare le operazioni. L'annuncio venne dato a tarda notte, da parte di funzionari dei centri di comunicazione sociale delle due forze presso la sede di Cindacta 3 in Recife. La ragione principale fu che, anche con l'impiego di 12 aerei e 11 navi da guerra, nessun corpo venne ritrovato negli ultimi nove giorni.
Durante l'esecuzione della ricerca, furono recuperati circa 600 pezzi di componenti strutturali del velivolo, e bagagli dei passeggeri. Dodici velivoli vennero utilizzati, dopo aver volato per 1500 ore e attraversato una superficie di 350 chilometri quadrati. La Marina del Brasile utilizzò in totale undici navi, navigando per 35.000 chilometri.
Vennero direttamente coinvolti nelle ricerche un totale di oltre 1.600 professionisti.
Al 26 giugno, il totale dei corpi ritrovati era di 51, vennero tutti portati all'obitorio di Recife, per l'identificazione da parte dei funzionari dell'interpol. I resti dell'Airbus vennero consegnati per gli esami alle autorità francesi.

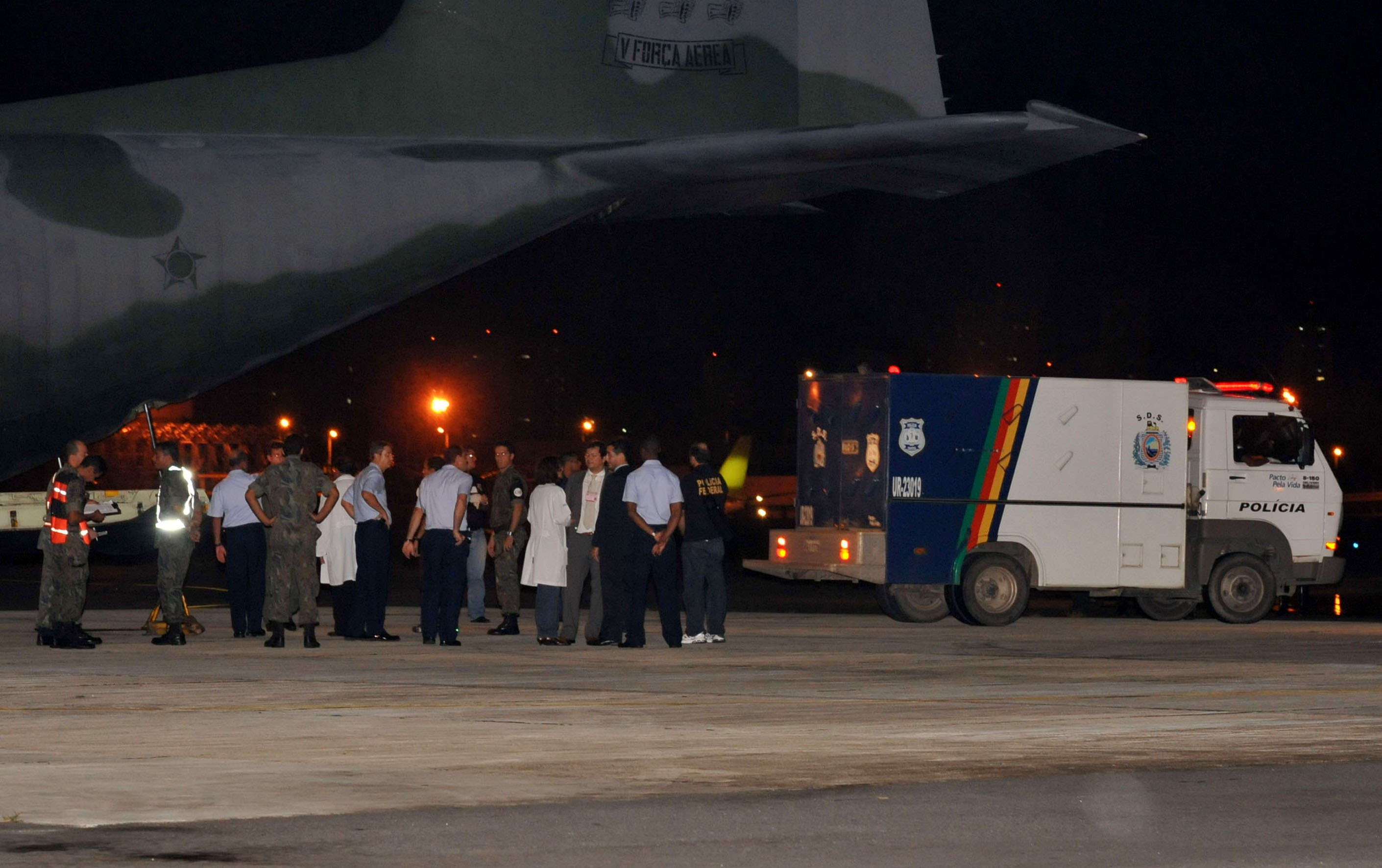
I corpi rinvenuti nell'oceano vengono trasferiti all'obitorio per le autopsie e le identificazioni.

### Le navi e gli aeromobili utilizzati durante la prima fase delle ricerche
Aerei
- Aerei radar Embraer R-99B FAB
- Aircraft C-130
- E-3 Sentry (Armée de l'air)
- Atlantique 2
- Falcon 50

Elicotteri
- H-60 Black Hawk
- Lynx Helicopter

Navi
- Grajaú (pattugliatore della Marina del Brasile)
- Corvette Caboclo (Marina del Brasile)
- Tanker Gastao Motta
- Pourquoi Pas? (Nave da ricerca francese)
- Fregata Bosisio
- Fregata Costituzione
- Fairmount Expedition (rimorchiatore)
- Mistral (nave francese)
- Émeraude (sottomarino nucleare francese)
- TCD Foudre
- Fregata ventoso

## La seconda fase delle ricerche
A luglio 2009, Airbus annunciò il finanziamento di una nuova e più estesa ricerca delle scatole nere, tramite una nave da ricerca francese dotata di un sofisticato sonar, la seconda fase delle ricerche tuttavia si concluse il 20 agosto 2009 senza trovare né il relitto né le scatole nere in un raggio di 75 km dall'ultima posizione dell'aereo, registrata alle 02:10 UTC del 1º giugno. La Francia chiese successivamente ad altri paesi aiuti ed assistenza nelle indagini.
Il 13 dicembre 2009, il BEA annunciò che una nuova ricerca delle scatole nere sarebbe iniziata a partire da febbraio 2010. La nuova ricerca si estese su una superficie di 770 miglia quadrate, e impiegò quattro diversi tipi di sonar e due robot subacquei.

## La terza fase delle ricerche
La terza fase di ricerca con esperti provenienti da Francia, Gran Bretagna, Germania, Brasile, Russia e Stati Uniti, di una durata prevista di 60 giorni avrebbe dovuto iniziare nel febbraio 2010, ma venne ritardata a causa di problemi amministrativi e tecnici per alcune settimane. L'operazione di ricerca è la più costosa del BEA, e una delle più complesse ricerche subacquee degli ultimi anni. Con un budget di circa 10 milioni di euro vennero setacciate 770 miglia quadrate della zona dell'oceano dove si presume giacciono i resti dell'aereo. Verso la fine di marzo 2010, la ricerca ha finalmente inizio. L'operazione di ricerca è condotta dalla nave americana Anne Candies della società Phoenix International equipaggiata con tre REMUS 6000, e il robot XLX Triton 4000.

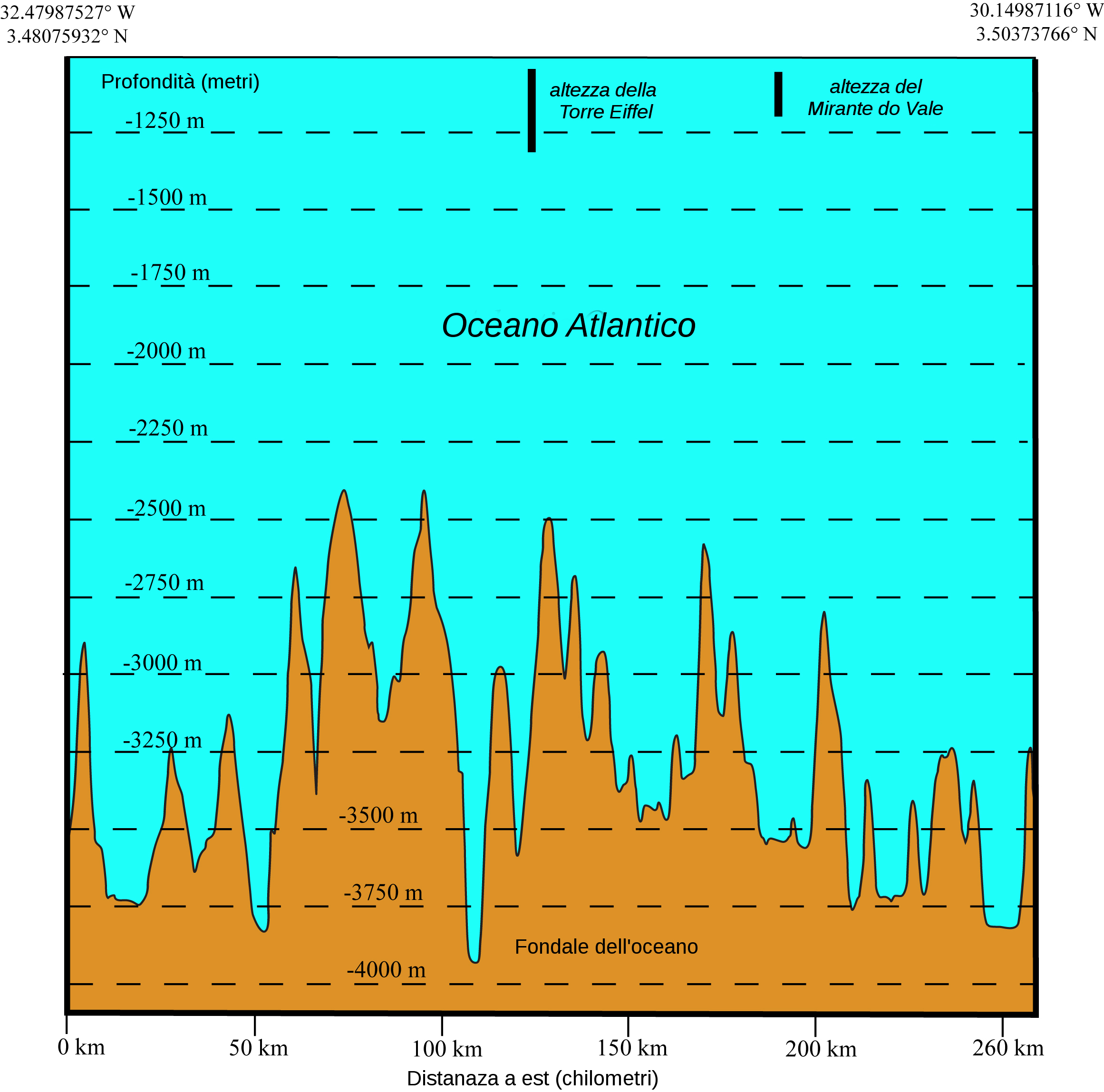
Spaccato est-ovest della porzione dell'oceano Atlantico in cui si è schiantato il volo Air France 447.

La ricerca continuò sino all'inizio di aprile 2010, durando oltre 30 giorni.

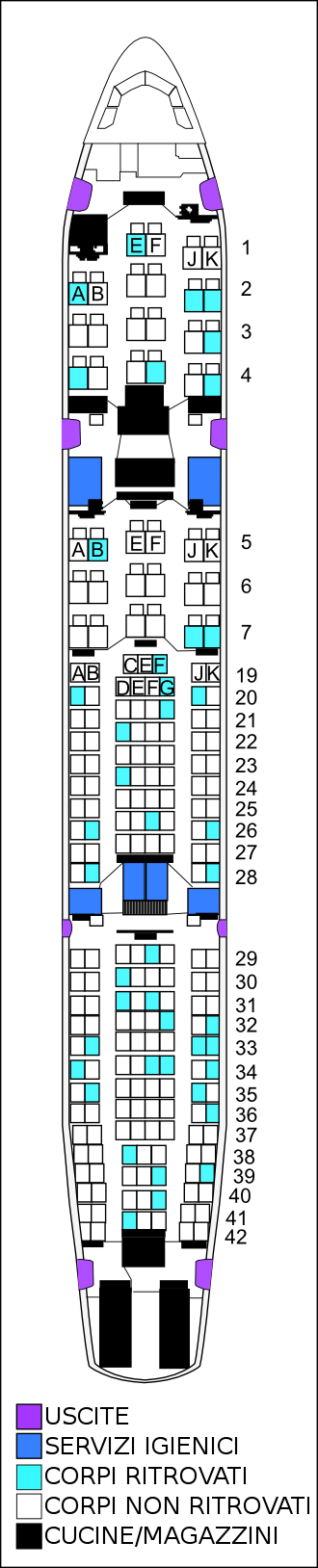
Diagramma della localizzazione dei posti a sedere di 44 delle 51 persone i cui corpi furono ritrovati nelle operazioni di ricerca del 2009.

Il 6 maggio 2010, il ministro francese della difesa riferì che il registratore vocale della cabina di guida era stato localizzato con un'approssimazione di poche miglia, grazie all'analisi dei dati registrati dal sommergibile francese durante la ricerca dell'agosto 2009.
Il 12 maggio 2010, fu invece segnalato che le ricerche si stavano concentrando in una zona diversa da quella perlustrata dal sottomarino francese.
La terza fase delle ricerche si concluse il 24 maggio 2010 senza successo, anche se il BEA affermò che la ricerca aveva coperto quasi interamente l'area circoscritta dagli investigatori. Nel novembre 2010, dei funzionari francesi annunciarono che un quarto tentativo di ricerca sarebbe iniziato a febbraio 2011, utilizzando le più sofisticate tecnologie disponibili.

## La quarta fase delle ricerche
Dopo le tre campagne di ricerca infruttuose effettuate nei due anni precedenti, nell'aprile 2011 vennero finalmente rinvenuti nuovi resti dell'aereo, come confermò il ministro dei trasporti francese Nathalie Kosciusko-Morizet.
La quarta fase di ricerca iniziò il 18 marzo 2011 e fu finanziata da Airbus ed Air France per un totale di 9,2 milioni di euro. La nave da ricerca Alucia, giunse nel luogo delle ricerche da Seattle, negli Stati Uniti attraverso il Canale di Panama, passando dallo stato brasiliano di Pernambuco, dove arrivò ai primi di marzo. A bordo c'erano tre sommergibili REMUS 6000, che possono raggiungere una profondità massima di 6000 metri.
Il 3 aprile 2011, un team guidato dal Woods Hole Oceanographic Institution rinvenne alla profondità di 4000 metri i motori, alcune parti dell'ala e dell'abitacolo, compresi alcuni corpi al suo interno, il tutto in un unico blocco. I resti giacevano in una zona relativamente piatta del fondale oceanico, ed il loro tipo di conservazione dimostrò che l'aereo non esplose in volo, ma arrivò integro sino all'impatto con l'acqua.
Il ministro dei trasporti francese dichiarò che i corpi e i rottami sarebbero stati portati in superficie e trasferiti in Francia per gli esami e le identificazioni. Il governo francese organizzò la spedizione per il recupero di rottami e corpi, noleggiando tre navi: la René Descartes, l'Ile de Sein ed il Remora -una nave americana-, utilizzate dalle aziende di telecomunicazioni per la posa di cavi nei fondali oceanici.

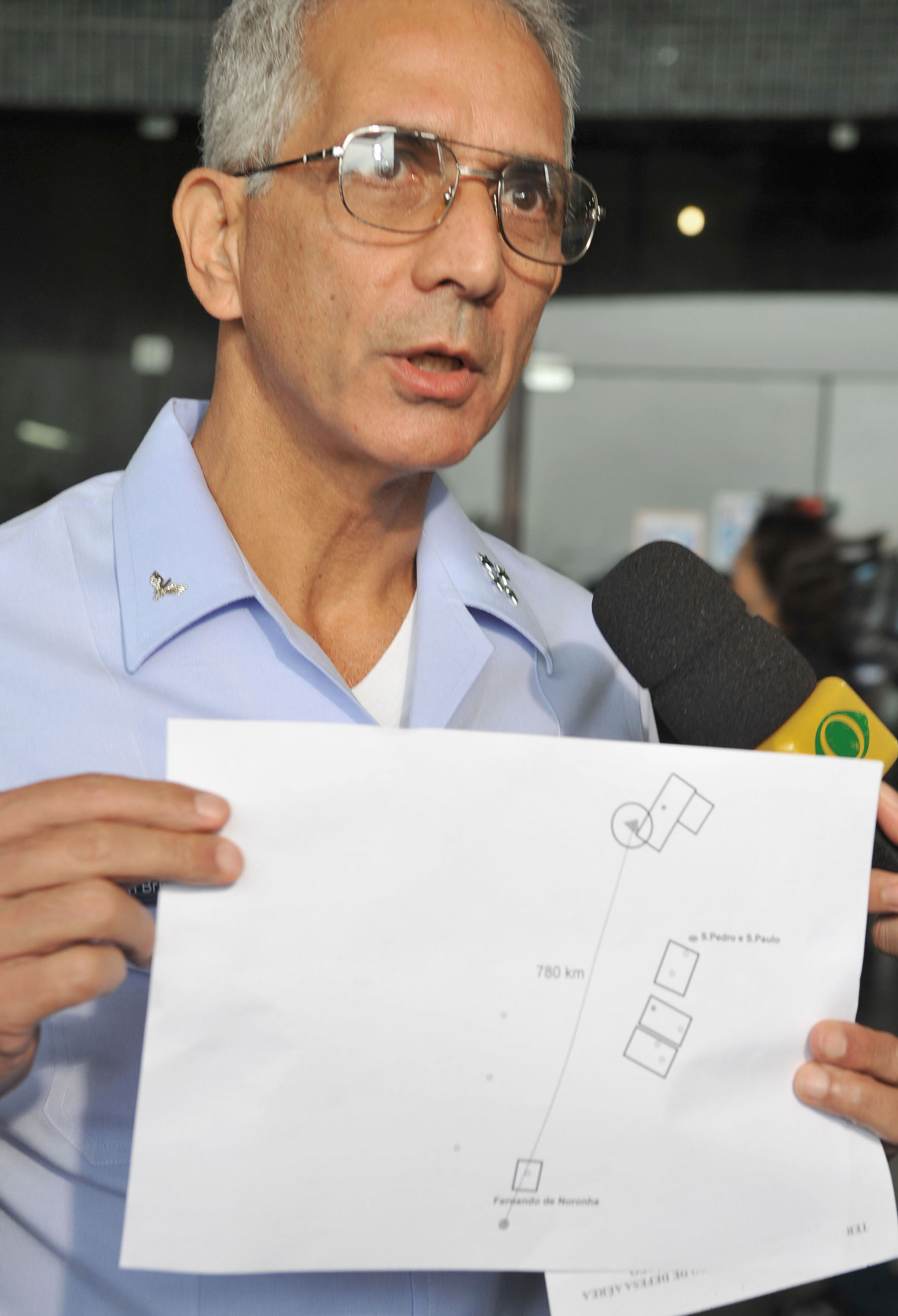
Il brigadiere Cardoso parla delle operazioni di ricerca del relitto.

## La quinta ed ultima fase delle ricerche
Il 26 aprile 2011, il BEA annunciò che, dopo 12 ore di immersione, il Remora aveva individuato l'involucro di una delle scatole nere. Usando robot subacquei capaci di operare a oltre 4000 metri di profondità, il 1º maggio venne recuperata la prima scatola nera con i dati relativi all'altitudine e alla velocità del velivolo; il 3 maggio venne recuperata la seconda scatola nera, che aveva registrato i discorsi dei piloti. Entrambe le scatole nere erano in buone condizioni.
Il 7 maggio le due scatole nere, sotto sigillo giudiziario, furono caricate a bordo della motovedetta della Marina Francese La Capricieuse e trasferita al porto di Cayenne, da dove vennero inviate per via aerea all'ufficio del BEA a Le Bourget, nei pressi di Parigi, per la lettura dei dati e le analisi.
Nello stesso giorno cominciarono anche le operazioni di recupero dei nuovi corpi rinvenuti.
Il 16 maggio, il BEA comunicò che entrambe le scatole nere erano leggibili e che i dati erano stati scaricati per ulteriori analisi. Secondo le prime notizie trapelate, il comandante non sarebbe stato in cabina al momento dell'incidente e i messaggi ACARS di alcune anomalie non sarebbero stati recepiti dal copilota, per cui l'aereo aveva disattivato l'autopilota e, quando il copilota se ne era accorto, sarebbe stato ormai troppo tardi. L'edizione del quotidiano francese Le Figaro del 16 maggio suggerì l'ipotesi che l'aereo avesse tentato di fare un'inversione di rotta per tornare in Brasile al momento dello schianto.
Il BEA comunicò che i dati contenuti nelle scatole nere, sarebbero stati sottoposti ad analisi approfondite e dettagliate e che un successivo rapporto sull'incidente sarebbe stato pubblicato verso la fine di luglio.
Il 3 giugno vennero recuperati gli ultimi 27 corpi. Il numero totale dei corpi recuperati, comprensivo dei 51 recuperati nella prima ricerca del 2009, salì quindi a 154; i restanti 74 corpi non recuperati giacciono dispersi nell'oceano Atlantico.